# 利水翔
利水翔（利水 つばさ，1991年5月2日—）是日本女藝人、模特兒，出生於台灣，在兵庫縣長大。 父親是日本人，母親是台灣人。

## 略歷
- 2013年 ,參與電視劇夏日傾情的演出。
- 2018年 , 出演了多部WOWOW及東京電視台的連續劇
- 2020年 , 參與TOKYO GIRLS COLLECTION。

## 演出

### 電視劇
- 夏日傾情

## 書籍

### 雜誌
- （2021年7月）[3]

## 外部連結
- Little Tokyo Production個人介紹頁（日語）
- IDEA個人介紹頁（日語）
- 利水翔的Ameba部落格（日語）
- 利水翔的Instagram帳戶（日語）
- 利水翔的X（前Twitter）（日語）